# Arabian Nights: Sindbad no Bouken
Синдбад-мореход (яп. アラビアンナイト シンドバットの冒険 Арабиан найто синдобатто-но бо:кэн) — японский полнометражный мультфильм, выпущенный студией Toei Animation 16 июня 1962 года, и одноимённый аниме-сериал, выпущенный студией Nippon Animation, который транслировался по телеканалу Fuji TV с 1 октября 1975 года по 29 сентября 1976 года. Всего выпущены 52 серии. Мультфильм и аниме-сериал основаны на известной арабской сказке о Синдбаде-мореходе. Сериал также транслировался на территории всей западной Европы и ближнего востока, в частности дублирован на немецком и арабском языке.

## Сюжет
Сюжет разворачивается вокруг мальчика Синдбада, сына известного купца в Багдаде, который очень любит слушать рассказы дядюшки Али о заморских приключениях. Мальчик жаждущий новых приключений решает отправиться вместе с дядей в далёкие края, однако после атаки на судно гигантского кита, Синдбад вместе с Ясминой, личной птицей Али попадает на необитаемый остров. Так начинается долгое приключение Синдбада, позже, когда он возвращается домой, узнаёт, что его родители покинули город в поисках сына и сами потерялись в море. Так Синдбад отправляется снова в долгий путь, чтобы найти своих родителей…
На протяжении всей истории главные герои попадают в различные места, тематически связанные со сказками, такие, как Аладдин и Али-Баба, также главные герои сталкиваются с такими волшебными существами, как гигантские птицы, змеи, русалки, джинны, лилипуты и злые маги.

## Список персонажей
- Синдбад — главный герой истории, молодой мальчик из Багдада, который решил путешествовать со своим дядей и стать известным искателем приключений. Озвучка: Норико Охара.
- Ясмина — говорящая птица, которая досталась Синдбаду от дяди Али. Позже выясняется, что это была принцесса, заколдованная злым магом. В конце истории она избавляется от проклятья и возвращается ко своим родителям. Озвучка: Фуюми Сираиси.
- Али Баба — хороший друг Синдбада. Он раньше путешествовал по пустыням, но позже присоединяется с Синдбаду в поисках приключений. Хорошо орудует кинжалом и верёвками. Появляется в 19 серии аниме. Озвучка: Акира Камия.
- Аладдин — мудрый старик, когда-то давно благодаря лампе джинна заполучил несметные богатства, но они слишком часто привлекали враждебных захватчиков, и в результате Аладдин был вынужден зарабатывать деньги в качестве перевозчика в Египте. Он появляется и помогает Синдбаду в 23 серии и позже присоединяется к его приключениям. Озвучка: Махито Цудзимура.
- Хасан — бедный бездомный мальчик и лучший друг Синдбада. Продаёт воду на улице, имеет 3 старших братьев. Озвучка: Кадзуэ Такахаси.

## Лицензионные названия аниме
- アラビアンナイト シンドバットの冒険 (японский)
- Los viajes de Simbad (испанский)
- Przygody Sindbada (польский)
- Shirab, il ragazzo di Bagdad (итальянский)
- Sinbad de Zeeman (датский)
- Sinbad le marin (французский)
- 아라비안 나이트 신밧드의 모험 (корейский)
- Sindbad (немецкий)
- The Arabian Nights: Adventures of Sinbad (английский)
- مغامرات سندباد (арабский)
- ماجراهای سندباد (персидский)